# روح عمو
روح عمو (به هندی: Bhoot Unkle) یا عمو بوت فیلمی محصول سال ۲۰۰۶ و به کارگردانی موکش سایگال است. در این فیلم بازیگرانی همچون جکی شروف، آکیلندرا میشرا ایفای نقش کرده‌اند.